# Whiskey Pete's
 (décembre 2021).
La mise en forme du texte ne suit pas les recommandations de Wikipédia : il faut le « wikifier ».
Les points d'amélioration suivants sont les cas les plus fréquents. Le détail des points à revoir est peut-être précisé sur la page de discussion.
- Les titres sont pré-formatés par le logiciel. Ils ne sont ni en capitales, ni en gras.
- Le texte ne doit pas être écrit en capitales (les noms de famille non plus), ni en gras, ni en italique, ni en « petit »…
- Le gras n'est utilisé que pour surligner le titre de l'article dans l'introduction, une seule fois.
- L'italique est rarement utilisé : mots en langue étrangère, titres d'œuvres, noms de bateaux, etc.
- Les citations ne sont pas en italique mais en corps de texte normal. Elles sont entourées par des guillemets français : « et ».
- Les listes à puces sont à éviter, des paragraphes rédigés étant largement préférés. Les tableaux sont à réserver à la présentation de données structurées (résultats, etc.).
- Les appels de note de bas de page (petits chiffres en exposant, introduits par l'outil «  Source ») sont à placer entre la fin de phrase et le point final[comme ça].
- Les liens internes (vers d'autres articles de Wikipédia) sont à choisir avec parcimonie. Créez des liens vers des articles approfondissant le sujet. Les termes génériques sans rapport avec le sujet sont à éviter, ainsi que les répétitions de liens vers un même terme.
- Les liens externes sont à placer uniquement dans une section « Liens externes », à la fin de l'article. Ces liens sont à choisir avec parcimonie suivant les règles définies. Si un lien sert de source à l'article, son insertion dans le texte est à faire par les notes de bas de page.
- La présentation des références doit suivre les conventions bibliographiques. Il est recommandé d'utiliser les modèles {{Ouvrage}}, {{Chapitre}}, {{Article}}, {{Lien web}} et/ou {{Bibliographie}}. Le mode d'édition visuel peut mettre en forme automatiquement les références.
- Insérer une infobox (cadre d'informations à droite) n'est pas obligatoire pour parachever la mise en page.

Pour une aide détaillée, merci de consulter Aide:Wikification.
Si vous pensez que ces points ont été résolus, vous pouvez retirer ce bandeau et améliorer la mise en forme d'un autre article.
Whiskey Pete's était un hôtel et casino situé à Primm, Nevada, États-Unis. L'hôtel disposait de 777 chambres et suites, d'une piscine, d'une boutique de souvenirs et de quatre restaurants. Whiskey Pete's était l'un des Primm Valley Resorts, détenu et exploité par Affinity Gaming. Le casino couvrait 3 230 m2 et comprenait une section pour les paris de course et sportifs. Le 17 décembre 2024, Whiskey Pete's ferme définitivement.

## Histoire
La zone appartenait à l'origine à un propriétaire de station-service nommé Pete MacIntyre. Pete aurait eu du mal à joindre les deux bouts en vendant de l'essence et aurait eu recours à la contrebande d'alcool. Il était connu pour être une personnalité violente, même avec les clients de sa station-service. L'histoire de Primm se souvient de lui sous le nom de « Whiskey Pete ». Il se marie avec Lauretta Frances Enders en 1932.
Lorsque Whiskey Pete mourut en 1933, la légende raconte qu'il voulait être enterré debout avec une bouteille d'alcool de contrebande dans les mains afin de pouvoir surveiller la région. La tombe anonyme de Whiskey Pete a été accidentellement exhumée alors que des ouvriers construisaient un pont reliant Whiskey Pete's à Buffalo Bill's. Le corps a été déplacé et serait maintenant enterré dans l'une des grottes où Pete a préparé son alcool de contrebande. La légende est par la suite réfutée : Lors des travaux du monorail de 1994 reliant Whiskey Pete à Buffalo Bill's, des ouvriers trouvent le cercueil de Pete. Le corps est largement décomposé, aucune arme ou bouteille n'a été trouvée, et le cercueil n'était pas à la verticale. Les ouvriers ont arrangé un nouveau cercueil et ont remis le corps là où il fut trouvé. 
Après sa mort, sa femme Lauretta Frances Enders gère la station-service quelques années avant de la vendre. Le commerce passe de main en main, développant une activité de machines à sous au passage, puis est racheté par Ernest Jay Primm qui rebaptise le lieu Whiskey Pete's et l'inaugure en 1977 en tant que premier des casinos à être situé sur ce qui s'appelait alors State Line.
En 1983, une nouvelle tour hôtelière est construite dans le cadre d'un agrandissement de la propriété.
Whiskey Pete's ferme ses portes le 2024 décembre 2024.

## La voiture de la mort de Bonnie et Clyde
Le hall de Whisky Pete affiche la voiture dans laquelle Bonnie et Clyde ont été tués. La voiture a été exposée au Whiskey Pete's pendant plusieurs années dans les années 1990, mais a brièvement déménagé au Primm Valley Resort et au Terrible's Gold Ranch Casino à Verdi avant de retourner au Whiskey Pete's en juillet 2011.
En décembre 2022, le véhicule est déplacé dans le Buffalo Bill's.

## Affaire Alexander Harris
Alexander Harris, un enfant de sept ans de Mountain View, en Californie, a été porté disparu de la salle de jeux vidéo de Whiskey Pete's en novembre 1987. Un corps a été découvert un mois plus tard à l'extérieur de la propriété. Suspecté, il est arrêté par Howard Lee Haupt, de San Diego, puis il a été acquitté de toutes les charges en 1989.

## Transport

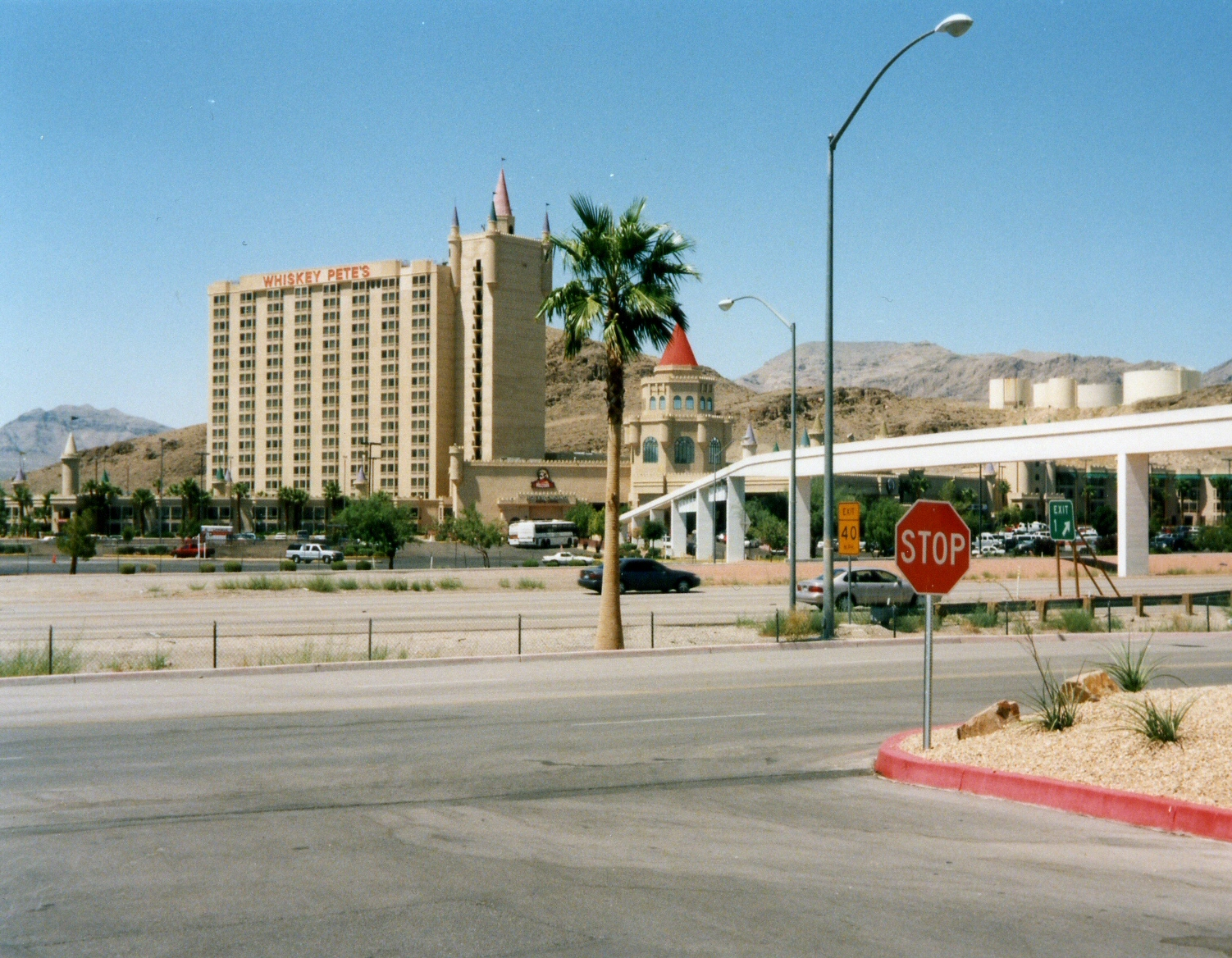
L'autoroute Interstate 15 et Whisky Pete's.

Des navettes gratuites circulent entre Whiskey Pete's et les autres hôtels du complexe, Primm Valley Resort et Buffalo Bill's.
Le Whiskey Pete's est relié au Primm Valley Resort par un monorail gratuit pour une seule voiture traversant l'Interstate 15. Le tramway a été construit par Schwager-Davis en utilisant la technologie UniTrak et a été modernisé en 1996. Le tram circule à 15 mph et peut transporter 1 200 personnes par heure et par direction (pphpd). Des portes de chaque côté permettent aux passagers d'entrer et de sortir du tramway en même temps, réduisant ainsi le temps d'arrêt de 2 minutes à 1 minute. Les trams arrivent toutes les 3 à 5 minutes[réf. nécessaire]. Cependant, le tramway n'a pas fonctionné dès 2016 pour une raison inconnue.

## Dans la culture populaire
Le casino apparaît dans le jeu vidéo Fallout: New Vegas, sous le nom du Vikki and Vance Casino, Vikki et Vance étant l'équivalent dans cet univers de Bonnie et Clyde.